# Saint-Mesmin (Dordogna)
Saint-Mesmin è un comune francese di 264 abitanti situato nel dipartimento della Dordogna nella regione della Nuova Aquitania.

## Società

### Evoluzione demografica
Abitanti censiti